# Watertoren (Maarsbergen)
De watertoren in Maarsbergen is ontworpen door architect N.B. Goudzwaard en werd gebouwd in 1960.
De watertoren heeft een hoogte van 30 meter en één waterreservoir met een inhoud van 40 m³.